# 우크라이나 물리 기술원 사건
우크라이나 물리 기술원 사건(러시아어: Дело УФТИ)은 대숙청 시절에, 우크라이나 물리 기술원(UPTI, УФТИ)의 과학자들을 대상으로 소련 비밀 경찰 중 하나인 국가안보주요이사회(GUGB)에 의해 조작된 사건이다.

## 참고
- Yu.V. Pavlenko, Yu.A. Ranyuk, and Yu.A. Khramov (1998), «Delo» UFTI 1935-1937 (The UPTI ‘Affair’ 1935-1937). Kiev: Feniks.